# Biblioteca Virtual de la Verdad y Reconciliación
La Biblioteca Virtual de la Verdad y Reconciliación, originalmente nombrada como Biblioteca Virtual del Genocidio en Ayacucho, es una biblioteca peruana virtual privada creada por la Fundación Herbert Morote y que tiene como finalidad mantener la memoria histórica del conflicto armado interno que abatió al Perú entre los años 1980 y 2000, y principalmente los hechos de violencia perpetrados en la región de Ayacucho. 
Desde su creación, en septiembre de 2009, la Biblioteca Virtual facilita el acceso a libros, revistas, artículos, material gráfico y audiovisual, tesis universitarias y todo tipo de documentos relacionados con este conflicto.